# Tischtennis-Bundesliga 2015/16
Die Bundesliga 2015/16 war bei den Männern die 50. und bei den Frauen die 41. Spielzeit der höchsten deutschen Spielklasse im Tischtennis. Meister wurden Borussia Düsseldorf und ttc berlin eastside.

## Männer
Die Saison der Männer begann am 22. August 2015 mit dem Spiel zwischen dem Titelverteidiger Borussia Düsseldorf und dem Post SV Mühlhausen, die Hauptrunde endete am 28. März 2016. Es nahmen zehn Mannschaften teil. Die besten vier Mannschaften nach Abschluss der regulären Saison nahmen an den Play-off-Runden teil, um den deutschen Meister zu ermitteln. Die neunt- und zehntplatzierten Mannschaften sollten in die 2. Bundesliga absteigen, mussten dies jedoch nicht tun, da kein Zweitligist eine Lizenz für die Folgesaison beantragte. Der TTC Hagen, der die Saison auf Platz 9 beendet hatte, zog sich aus finanziellen Gründen dennoch zurück. Neu war das Team vom ASV Grünwettersbach, das den Achtplatzierten der Vorsaison, den TTC Frickenhausen, ersetzte, der sich aus finanziellen Gründen zurückgezogen hatte.
Auf den Aufstieg in die 1. Bundesliga verzichteten TSV Bad Königshofen (Meister 2. BL) und TTC Jülich (Zweiter 2. BL).

### Saisonverlauf

#### Tabellenspitze
Der einzige Verein, der die ganze Saison über auf einem Play-off-Platz stand, war der 1. FC Saarbrücken – gleichzeitig der einzige Verein, der im Laufe der Saison nur von späteren Play-off-Teilnehmern geschlagen wurde –, der am 2. Spieltag vom dritten auf den ersten Platz vorrückte und die Tabellenführung für insgesamt 12 Spieltage innehatte. Dreimal gab er sie für insgesamt 4 Spieltage an Ochsenhausen ab, das seit dem zweiten Spieltag durchgehend auf einem Play-off-Platz lag. Nach Startschwierigkeiten (2 Niederlagen aus den ersten 3 Spielen) stieß Fulda am 5. Spieltag endgültig in die Play-off-Gruppe vor und eroberte am letzten Spieltag schließlich sogar die Tabellenführung. Diese drei Mannschaften bildeten seit dem 6. Spieltag die geschlossene Spitzengruppe, in die danach kein anderes Team mehr vorstoßen konnte. Werder Bremen hatte lediglich am ersten Spieltag Platz 1 inne, Düsseldorf fand sich an den ersten fünf Spieltagen auf den Rängen 2–3 wieder.

#### Mittelfeld
Hinter der Spitzengruppe lag ein breites Mittelfeld, das sich einen Kampf um den vierten Play-off-Platz lieferte und meistens von Düsseldorf angeführt wurde. Der Meister der Vorsaison hatte mit zahlreichen verletzungsbedingten Ausfällen und Schwächungen zu kämpfen, fiel dadurch mehrfach bis auf Rang 5 zurück und konnte zu keinem Zeitpunkt die Tabellenführung übernehmen. Grenzau, Zweiter der Vorsaison, war ebenfalls von Ausfällen betroffen – zeitweise konnten gleich beide Spitzenspieler nicht antreten – und schaffte es nur am 4. Spieltag, den angestrebten Play-off-Platz zu erreichen. Im letzten Saisondrittel wieder vollzählig gelang es trotzdem nicht, an die starken Leistungen der letzten Saison anzuknüpfen, sodass das Team schließlich den siebten Rang am Ende des Mittelfelds einnahm. Werder Bremen fiel nach Platz 1 am ersten Spieltag vorerst bis auf den siebten Platz zurück, arbeitete sich dann aber wieder nach oben. Meist lag das Team auf Platz 5 oder 6, für einen Spieltag sogar auf Platz 4, letztendlich bestanden nach dem 16. Spieltag aber nur noch theoretische Chancen auf einen Play-off-Rang. Neben Düsseldorf konnte sich Bergneustadt am längsten Hoffnungen auf die Play-offs machen, wiederholt stieß man auf den vierten Platz vor und lieferte sich am vorletzten Spieltag schließlich ein bereits als „Finale“ bezeichnetes direktes Duell mit dem Rekordmeister, das mit 3:1 für Bergneustadt endete. Den sicher geglaubten Play-off-Platz verspielte die Mannschaft jedoch am letzten Spieltag wieder, als Düsseldorf beim Tabellenschlusslicht Grünwettersbach gewann und Bergneustadt in einer dramatischen vierstündigen Partie zu Hause mit 2:3 gegen den Achtplatzierten Mühlhausen verlor. Bei Punktgleichheit entschied die bessere Spieldifferenz für Düsseldorf.

#### Abstiegskampf
Erwartungsgemäß spielten drei Mannschaften die Abstiegsplätze unter sich aus: Mühlhausen, Letzter der Vorsaison, Aufsteiger Grünwettersbach und die komplett neu aufgestellte Mannschaft vom TTC Hagen. Grünwettersbach gelang der erste Sieg am 2. Spieltag gegen Mühlhausen, Hagen besiegte am 3. Spieltag wiederum Grünwettersbach, wodurch Mühlhausen auf den letzten Platz zurückfiel. Erst am 7. Spieltag gelang in der Partie gegen Hagen der erste Sieg, nachdem Hagen am Spieltag zuvor den ersten Sieg gegen einen Nicht-Abstiegskandidaten gefeiert hatte – ausgerechnet gegen den amtierenden Meister Düsseldorf, der im Saisonverlauf auch noch von Grünwettersbach geschlagen wurde. Mit einem Sieg über Grenzau konnte Hagen sich weiter absetzen, bevor Mühlhausen am 11. Spieltag eine Serie mit drei Siegen in Folge startete und damit erstmals in der Saison die Abstiegsplätze hinter sich ließ. Am 16. Spieltag sicherten die Thüringer sich mit einem Sieg über Hagen den 8. Platz, Hagen wurde Neunter und Grünwettersbach, das nur an den ersten beiden Spieltagen nicht auf einem Abstiegsrang gelegen hatte, Letzter.
Letztendlich musste zwar keine Mannschaft absteigen, da kein Zweitligist eine Lizenz für die erste Bundesliga beantragt hatte, der TTC Hagen zog sich allerdings aus finanziellen Gründen zurück.

### Abschlusstabelle
| Pl. | Mannschaft                      | Bgn. | S  | N  | Spiele | Sätze   | Punkte |
| --- | ------------------------------- | ---- | -- | -- | ------ | ------- | ------ |
| 1   | TTC RhönSprudel Fulda-Maberzell | 18   | 14 | 4  | 46:24  | 172:105 | 28:8   |
| 2   | 1. FC Saarbrücken               | 18   | 14 | 4  | 45:27  | 170:116 | 28:8   |
| 3   | TTF Liebherr Ochsenhausen       | 18   | 13 | 5  | 45:26  | 169:120 | 26:10  |
| 4   | Borussia Düsseldorf (M, P)      | 18   | 10 | 8  | 43:29  | 165:129 | 20:16  |
| 5   | TTC Schwalbe Bergneustadt       | 18   | 10 | 8  | 37:36  | 143:147 | 20:16  |
| 6   | SV Werder Bremen                | 18   | 9  | 9  | 37:33  | 145:137 | 18:18  |
| 7   | TTC Zugbrücke Grenzau           | 18   | 7  | 11 | 35:39  | 135:151 | 14:22  |
| 8   | Post SV Mühlhausen              | 18   | 6  | 12 | 29:43  | 122:160 | 12:24  |
| 9   | TTC Hagen                       | 18   | 4  | 14 | 21:48  | 97:165  | 8:28   |
| 10  | ASV Grünwettersbach (N)         | 18   | 3  | 15 | 17:50  | 86:172  | 6:30   |

| Zum Saisonende 2015/16: | |
|                         | Play-off: TTC RhönSprudel Fulda-Maberzell, 1. FC Saarbrücken, TTF Liebherr Ochsenhausen, Borussia Düsseldorf |
|                         | Abstieg: TTC Hagen                                                                                           |
| Zum Saisonende 2014/15: | |
| (M)                     | Meister der Vorsaison: Borussia Düsseldorf                                                                   |
| (P)                     | Pokalsieger der Vorsaison: Borussia Düsseldorf                                                               |
| (N)                     | Aufsteiger der Vorsaison: ASV Grünwettersbach                                                                |

### Kreuztabelle
Die Kreuztabelle stellt die Ergebnisse aller Spiele dieser Saison dar. Die Heimmannschaft ist in der linken Spalte, die Gastmannschaft in der oberen Zeile aufgelistet. Insgesamt gab es 44 Heim- und 46 Auswärtssiege.
| 2015/16                         | D   | TTC Zugbrücke Grenzau | TTC RhönSprudel Fulda-Maberzell | 1. FC Saarbrücken-Tischtennis | TTF Liebherr Ochsenhausen | SV Werder Bremen | GM  | HA  | Post SV Mühlhausen 1951 | GW  |
| ------------------------------- | --- | --------------------- | ------------------------------- | ----------------------------- | ------------------------- | ---------------- | --- | --- | ----------------------- | --- |
| Borussia Düsseldorf             |     | 1:3                   | 3:1                             | 2:3                           | 2:3                       | 3:0              | 1:3 | 3:0 | 3:0                     | 2:3 |
| TTC Zugbrücke Grenzau           | 3:2 |                       | 2:3                             | 1:3                           | 2:3                       | 1:3              | 3:0 | 2:3 | 0:3                     | 3:0 |
| TTC RhönSprudel Fulda-Maberzell | 0:3 | 3:1                   |                                 | 3:2                           | 3:0                       | 3:2              | 3:0 | 3:0 | 3:0                     | 3:0 |
| 1. FC Saarbrücken               | 0:3 | 3:2                   | 0:3                             |                               | 1:3                       | 3:2              | 3:1 | 3:0 | 3:1                     | 3:1 |
| TTF Liebherr Ochsenhausen       | 3:1 | 1:3                   | 3:1                             | 1:3                           |                           | 2:3              | 3:0 | 3:0 | 3:2                     | 3:0 |
| SV Werder Bremen                | 1:3 | 3:0                   | 2:3                             | 0:3                           | 0:3                       |                  | 2:3 | 3:1 | 3:0                     | 3:0 |
| TTC Schwalbe Bergneustadt       | 2:3 | 3:1                   | 1:3                             | 1:3                           | 3:2                       | 3:1              |     | 3:1 | 2:3                     | 3:1 |
| TTC Hagen                       | 3:2 | 3:2                   | 1:3                             | 2:3                           | 0:3                       | 0:3              | 2:3 |     | 0:3                     | 3:0 |
| Post SV Mühlhausen              | 1:3 | 2:3                   | 3:2                             | 0:3                           | 2:3                       | 1:3              | 0:3 | 3:1 |                         | 3:2 |
| ASV Grünwettersbach             | 0:3 | 0:3                   | 1:3                             | 1:3                           | 0:3                       | 1:3              | 1:3 | 3:1 | 3:2                     |     |

### Tabellenverlauf
|                                 | 1  | 2  | 3  | 4  | 5  | 6  | 7  | 8  | 9  | 10 | 11 | 12 | 13 | 14 | 15 | 16 | 17 | 18 |
| ------------------------------- | -- | -- | -- | -- | -- | -- | -- | -- | -- | -- | -- | -- | -- | -- | -- | -- | -- | -- |
| D                               | 2  | 3  | 2  | 3  | 3  | 4  | 5  | 4  | 5  | 4  | 5  | 4  | 4  | 4  | 4  | 4  | 5  | 4  |
| TTC Zugbrücke Grenzau           | 7  | 6  | 5  | 4  | 5  | 6  | 7  | 7  | 7  | 7  | 6  | 7  | 5  | 7  | 7  | 7  | 7  | 7  |
| TTC RhönSprudel Fulda-Maberzell | 6  | 4  | 6  | 5  | 4  | 3  | 3  | 3  | 3  | 2  | 2  | 2  | 3  | 3  | 2  | 3  | 2  | 1  |
| 1. FC Saarbrücken-Tischtennis   | 3  | 1  | 1  | 1  | 1  | 1  | 1  | 2  | 2  | 1  | 1  | 1  | 1  | 2  | 1  | 1  | 3  | 2  |
| TTF Liebherr Ochsenhausen       | 5  | 2  | 3  | 2  | 2  | 2  | 2  | 1  | 1  | 3  | 3  | 3  | 2  | 1  | 3  | 2  | 1  | 3  |
| SV Werder Bremen                | 1  | 5  | 7  | 7  | 7  | 5  | 6  | 5  | 6  | 5  | 4  | 5  | 6  | 5  | 5  | 6  | 6  | 6  |
| GM                              | 4  | 8  | 4  | 6  | 6  | 7  | 4  | 6  | 4  | 6  | 7  | 6  | 7  | 6  | 6  | 5  | 4  | 5  |
| HA                              | 10 | 10 | 8  | 8  | 8  | 8  | 8  | 8  | 8  | 8  | 8  | 9  | 9  | 9  | 9  | 9  | 9  | 9  |
| Post SV Mühlhausen 1951         | 9  | 9  | 10 | 10 | 10 | 10 | 9  | 9  | 10 | 10 | 9  | 8  | 8  | 8  | 8  | 8  | 8  | 8  |
| GW                              | 8  | 7  | 9  | 9  | 9  | 9  | 10 | 10 | 9  | 9  | 10 | 10 | 10 | 10 | 10 | 10 | 10 | 10 |

### Play-offs
Düsseldorf, das durch Schützenhilfe aus Mühlhausen am letzten Spieltag den vierten Play-off-Platz erobern konnte, traf im ersten Halbfinale auf Fulda, das sich erst am letzten Spieltag die Tabellenführung sichern konnte. Dieselbe Begegnung hatte es bei den letzten beiden Bundesliga-Endspielen und auch den letzten vier Pokal-Endspielen gegeben, wobei der Sieg immer an Düsseldorf gegangen war, genau wie bei den beiden Partien in der regulären Saison. Das Hinspiel fand am 3. April statt, das Hinspiel im zweiten Halbfinale, in dem Ochsenhausen und Saarbrücken aufeinandertrafen, am 8. April, beide Rückspiele am 24. April. Das Finale fand ohne Hin- und Rückspiel am 22. Mai in der Fraport Arena in Frankfurt am Main statt.
Gegen Düsseldorf fand Fulda im Hinspiel zu keinem Zeitpunkt ins Spiel und verlor überraschend deutlich mit 3:0, ohne dabei einen einzigen Satz zu gewinnen. Im Rückspiel reicht Düsseldorf damit ein Satzgewinn aus, um sich für das Finale zu qualifizieren. Ochsenhausen gewann das Hinspiel nach deutlicher 2:0-Führung (6:1 Sätze) am Ende nur knapp mit 3:2. (9:8 Sätze) In den Rückspielen gewann Düsseldorf sofort den ersten Satz, was bereits für den Gesamtsieg reichte, und das Spiel mit 3:1, während Saarbrücken mit 3:0 klar gegen Ochsenhausen gewann.
Düsseldorf gewann das Finale mit 3:1 und wurde damit zum 28. Mal deutscher Meister.

|  | Halbfinale (Hinspiel/Rückspiel/Gesamt) | Halbfinale (Hinspiel/Rückspiel/Gesamt) | Halbfinale (Hinspiel/Rückspiel/Gesamt) | Halbfinale (Hinspiel/Rückspiel/Gesamt) | Halbfinale (Hinspiel/Rückspiel/Gesamt) |    |                     | Finale in Frankfurt | Finale in Frankfurt | Finale in Frankfurt |
|  |                                        |                                        |                                        |                                        |                                        |    |                     |                     |                     |                     |
|  | 4                                      | Borussia Düsseldorf                    | 39                                     | 311                                    | 620                                    |    |                     |                     |                     |                     |
|  | 1                                      | TTC Fulda-Maberzell                    | 0                                      | 16                                     | 16                                     |    |                     |                     |                     |                     |
|  | 1                                      | TTC Fulda-Maberzell                    | 0                                      | 16                                     | 16                                     | 4  | Borussia Düsseldorf | 39                  |                     |                     |
|  |                                        |                                        |                                        |                                        |                                        | 4  | Borussia Düsseldorf | 39                  |                     |                     |
|  |                                        | 2                                      | 1. FC Saarbrücken                      | 16                                     |                                        |    |                     |                     |                     |                     |
|  | 3                                      | 2                                      | 1. FC Saarbrücken                      | 16                                     | TTF Liebherr Ochsenhausen              | 39 | 03                  | 312                 |                     |                     |
|  | 3                                      |                                        |                                        |                                        | TTF Liebherr Ochsenhausen              | 39 | 03                  | 312                 |                     |                     |
|  | 2                                      | 1. FC Saarbrücken                      | 28                                     | 39                                     | 517                                    |    |                     |                     |                     |                     |

## Frauen
Bei den Frauen nahmen insgesamt 10 Mannschaften teil. Der TTV Hövelhof ersetzte den Absteiger der Vorsaison NSC Watzenborn-Steinberg. Mit 18 Siegen aus 18 Spielen wurde der ttc berlin eastside zum dritten Mal in Folge deutscher Meister.
Da sich kein Zweitligist zum Aufstieg bereiterklärte und sich der neuntplatzierte TSV Schwabhausen zurückzog, bestand die Liga in der nächsten Saison 2016/17 nur aus neun Mannschaften.
Auf den Aufstieg in die 1. Bundesliga verzichteten TuS Uentrop (Meister 2. BL) und TTK Anröchte (Zweiter 2. BL).

### Abschlusstabelle
| Pl. | Mannschaft                   | Bgn. | S  | U | N  | Spiele | +/- | Punkte |
| --- | ---------------------------- | ---- | -- | - | -- | ------ | --- | ------ |
| 1   | ttc berlin eastside (M, P)   | 18   | 18 | 0 | 0  | 108:20 | +88 | 36:0   |
| 2   | SV DJK Kolbermoor            | 18   | 16 | 0 | 2  | 102:34 | +68 | 32:4   |
| 3   | TuS Bad Driburg              | 18   | 11 | 1 | 6  | 76:69  | +7  | 23:13  |
| 4   | TTG Bingen/Münster-Sarmsheim | 18   | 10 | 2 | 6  | 89:59  | +30 | 22:14  |
| 5   | TUSEM Essen                  | 18   | 10 | 1 | 7  | 85:71  | +14 | 21:15  |
| 6   | TTV Hövelhof (N)             | 18   | 7  | 2 | 9  | 66:80  | −14 | 16:20  |
| 7   | SV Böblingen                 | 18   | 5  | 2 | 11 | 65:89  | −24 | 12:24  |
| 8   | TV Busenbach                 | 18   | 5  | 2 | 11 | 53:90  | −37 | 12:24  |
| 9   | TSV Schwabhausen             | 18   | 1  | 1 | 16 | 44:105 | −61 | 3:33   |
| 10  | LTTV Leutzscher Füchse 1990  | 18   | 1  | 1 | 16 | 33:104 | −71 | 3:33   |

| Zum Saisonende 2015/16: |                                                |
|                         | Meister: ttc berlin eastside                   |
|                         | Abstieg: TSV Schwabhausen                      |
| Zum Saisonende 2014/15: |                                                |
| (M)                     | Meister der Vorsaison: ttc berlin eastside     |
| (P)                     | Pokalsieger der Vorsaison: ttc berlin eastside |
| (N)                     | Aufsteiger der Vorsaison: TTV Hövelhof         |